# Liste der Fließgewässer im Flusssystem Milde-Biese-Aland
Die Liste der Fließgewässer im Flusssystem Milde-Biese-Aland umfasst alle direkten und indirekten Zu- und Abflüsse der Milde, Biese und Aland. Erfasst wurden alle Gewässer, die namentlich im Kartenwerk des Stadtplandienstes der Euro-Cities AG, den amtlichen topographischen Karten des Landes Sachsen-Anhalt 1:10.000 (TK 10) und der Gesamtliste der Fließgewässer im Elbeeinzugsgebiet aufgeführt werden. Keine Berücksichtigung fanden namenlose Zuläufe und Abzweigungen. Die Fließgewässer werden jeweils flussabwärts aufgeführt. Die orografische Richtungsangabe bezieht sich auf das direkt übergeordnete Gewässer.

## Milde
- Weteritzbach (links)
  - Wallgraben (rechts)
- Nesenitzbach (links)
- Laugebach
- Grenzgraben (Secantsgraben) (rechts)
- Heugraben (Milde)
- Wiebker Bäke/Wiebker Bach (links)
  - Neuer Neugraben (links)
  - Zichtauer Bäke
- Langer Wiesengraben (links)
  - Schanzgraben (links)
- Königsgraben (rechts)
- Secantsgraben/Oberlauf: Schaugraben (rechts)
  - Beesegraben (rechts)
    - Grenzgraben (rechts)

  - Alte Bäke (links)
  - Wiesenbäke/Unterlauf: Kellerbach (rechts)
  - Breiter Graben (links)
    - Müllerbäke (rechts)
      - Mühlenbach (links)

  - Strunsmorgengraben (rechts)
    - Neuer Graben

  - Grenzgraben (Secantsgraben) (links)
  - Radegraben (rechts)
- Neuer Graben
- Flohgraben (rechts)
  - Neuer Graben (links), Quellfluss
  - Markgraben (Flohgraben) (rechts), Quellfluss
- Markgraben (Milde) (rechts)
- Butterhorster Neugraben (links)
- Untere Milde – zwischen Cheinitz und Zethlingen Untermilde (links)
  - Moorgraben (rechts)
  - Landgraben (links)
  - Schanzgraben (rechts)
    - Neugraben/Oberlauf: Bäke (links)

  - Brandkuhlgraben (links)
  - Erdgraben (links)
  - Feuergraben (links)
- Haugraben (links)

## Biese
- Grenzgraben (Biese)
- Augraben
  - Markgraben Kerkau (links)
  - Klosterlandgraben (rechts)
  - Katzgaben (links)
- Geldberggraben (Bliese) (rechts)
- Rossauer Graben (rechts)
- Zehrengraben
  - Hammergraben (rechts) – Quellarm
  - Laufgraben (rechts) – Quellarm
    - Holzgraben Gagel/Unterlauf: Holzgraben (rechts)
      - Landgraben Neulingen (rechts) – Quellarm

  - Geldberggraben (Bliese) (rechts)
- Markgraben (rechts)
  - Kleiner Markgraben (1) (rechts)
  - Kleiner Markgraben (2) (rechts)
- Uchte (rechts)
  - Schmegelgraben (rechts)
  - Graben aus Buchholz (rechts)
  - Rietzgraben (links)
    - Dreschgraben
    - Perlgraben

  - Neuer Graben
    - Dahlener Flottgraben (rechts)
      - Alter Flottgraben

  - Kuhgraben (rechts)
    - Alter Kuhgraben
    - Neuer Kuhgraben

  - Landgraben (rechts)
  - Werftgraben
  - Speckgraben (links)
    - Burggraben

  - Rhingraben (links)
  - Grenzgraben
  - Schaugraben (links)
  - Halmeygraben

## Aland
- - Schaugraben  (links) Abfluss – später Seege
    - Zehrengraben (Seege)  (links)
    - alte Seege  (rechts)